# RNA-polymeras II
RNA-polymeras II är det enzym som katalyserar transkriptionen av mRNA och de flesta snRNA och mikroRNA i eukaryota celler. RNAP II är uppbyggt av 10-12 subenheter. Förutom att transkribera gener medieras även en del post-transkriptionella modifieringar, som RNA-splitsning och 5' cap-metylering. Dessa modifieringar katalyseras av enzymer som bundit till RNAP II:s C-terminal (CTD). 